# Sulfatverfahren (Papierherstellung)

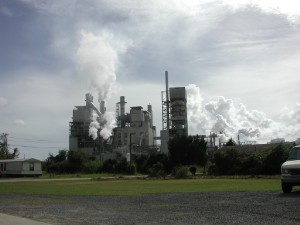
Kraft-Papiermühle am Sampit River, Georgetown, South Carolina

Sulfatverfahren oder  Kraft-Aufschluss (so genannt wegen der Festigkeit des so hergestellten Papiers, siehe Kraftpapier) nennt man einen chemisch-industriellen Prozess zur Herstellung von Cellulose aus dem Holz von Bäumen oder aus einjährigen Pflanzen wie Schilf, Getreide (Stroh), Zuckerrohr (Bagasse), Mais- oder Sonnenblumen (-stängeln). Die Zellwände werden dabei aufgeschlossen und das im pflanzlichen Material enthaltene Lignin sowie Polyosen werden dabei abgetrennt. Die entstehenden Zellstoffe können hervorragend als Verstärkungsfasern dienen. Das Sulfatverfahren, bei dem Holzschnitzel mehrere Stunden in Natronlauge gekocht werden, ist das häufigste Verfahren zur Herstellung von Papierzellstoff.
Es wurde 1879 erfunden von Carl Ferdinand Dahl (Danzig), der ihm auch den Namen (Kraft) gab, und 1884 zum US-Patent angemeldet. 1890 nutzte die erste Fabrik das Verfahren in Schweden.

## Verfahren
Beim Sulfat- oder Kraftverfahren erhitzt man Hackschnitzel oder zerkleinerte Pflanzenstängel in Druckkesseln drei bis sechs Stunden lang bei erhöhtem Druck (7 bis 10 bar) mit im Wesentlichen Natronlauge, Natriumsulfid und Natriumsulfat. Hierbei wird durch einen nukleophilen Angriff des Sulfid-Anions das Lignin gespalten und geht in sog. Schwarzlauge (lösliches Alkali-Lignin) über, die dann mit Hilfe von Zellenfiltern von dem zurückbleibenden Zellstoff abgetrennt wird. Beim Kochen und Eindampfen der Lauge entwickeln sich übelriechende Thiole.

### Vorprozesse
Durch eine dem Kraft-Aufschluss vorgeschaltete Hydrolyse kann der Anteil an Polyosen verringert und ein Zellstoff mit sehr hohem Cellulose-Gehalt gewonnen werden.

### Nebenprozesse
Aus den Ablaugen der Sulfatverfahren lassen sich z. T. noch mehr brauchbare Chemikalien und Nebenprodukte gewinnen als aus den Ablaugen des konkurrierenden Sulfitverfahrens. Bei der Verarbeitung von harzreichen Hölzern (z. B. Kiefer) fallen auf je 1000 kg Zellstoff 30 kg Tallöl sowie Sulfat-Terpentinöl und verschiedene Holzzucker an. Die Harze können auch zu Papierleimungsmittel, zu Phenolharzen, zu Dispersionsmitteln usw. verarbeitet werden. Aus den Fettsäuren lassen sich Alkydharze, Tenside oder Weichmacher herstellen.
Das Beiprodukt Natrium-Lignin kann zur Produktion von Kunststoffen verwendet und Schwarzlaugen-Rückstände zu Düngemitteln verarbeitet werden. Deshalb bietet das Sulfatverfahren ökonomische Vorteile.

### Verfahrensverbesserungen
Durch geschickte Kombination von Verfahrensschritten (z. B. Verbrennen der Sulfat-Ablauge) lassen sich die eingesetzten Chemikalien weitgehend wiedergewinnen. Der Zusatz von Anthrachinon, das als Katalysator die Spaltung des Lignins beschleunigt, kann die Energiebilanz des Verfahrens verbessern.

## Eigenschaften und Einsatzgebiete
Mit einem geringen Einsatz an Schwefel gelingt es mit diesem Verfahren, aus minderwertigen, harzreichen Hölzern oder aus den Resten von einjährigen Pflanzen einen Zellstoff mit guten papiertechnischen Eigenschaften herzustellen. Sowohl Recyclingfasern als auch Holzfasern aus dem Sulfitverfahren reichen in der Regel nicht aus, um erhöhte Papierfestigkeiten zu erreichen, daher wird Sulfat-Zellstoff als Verstärkungs-Faserstoff mit verwendet, um beispielsweise Papiersäcke, Pappen, technische Schmirgelpapiere, Kraftpapiere und Erntebindegarn herzustellen.
Beim Aufschluss wird weniger als die Hälfte des eingesetzten Rohmaterials Holz in Form von Zellstoff gewonnen. Die Intensität des Aufschlusses lässt sich nicht unbegrenzt steigern, da mit steigendem Chemikalieneinsatz oder höherer Temperatur oder Kochdauer die Selektivität stark abnimmt. Unter den stark alkalischen Bedingungen findet ein zunehmender Abbau des Cellulosepolymers von dessen Enden her statt (peeling reaction). Der typische restliche Ligningehalt vor einer Bleiche liegt daher, ausgedrückt als Kappa-Zahl, bei Nadelholz-Sulfatzellstoff unter 30, bei Laubholz-Sulfatzellstoff unter 20. Niedrigere Aufschlussgrade sind bei Viskosezellstoff üblich, mit entsprechend negativem Effekt auf die Ausbeute, aber reinerer Cellulose. Bei Zellstoff für Verpackungsmaterial, der nicht gebleicht wird, ist eine Kappa-Zahlen von >60 und eine Ausbeute >50 % möglich. Dann kann eine mechanische Zerfaserung der kaum zerkochten Hackschnitzel erforderlich sein. Die Wirtschaftlichkeit des Verfahrens wird gesteigert, wenn die Nebenprodukte verwertet werden.

## Marktbedeutung
Bei der Produktion von Zellstoff für die Papierherstellung findet weltweit (2009) hauptsächlich dieses Verfahren Verwendung. Rund 85 % des in Deutschland verbrauchten Zellstoffs wird im Sulfatverfahren gewonnen, im Jahr 2008 waren dies 3,7 Millionen Tonnen  Sulfatzellstoff. Das Sulfitverfahren wird für lediglich ca. 15 % des in Deutschland verbrauchten Zellstoffs angewendet. Jedoch wird in Deutschland mehr Sulfitzellstoff hergestellt. Dies liegt daran, dass das Sulfatverfahren wegen der gebildeten Thiole sehr unangenehm riecht und ein hoher Aufwand zur Geruchsbekämpfung, wie beispielsweise eine Absaugung und Rückführung aller gasförmiger Emissionen zum Verbrennungskessel erforderlich ist.